# دوروثي ديفور
دوروثي ديفور (بالإنجليزية: Dorothy Devore)‏ هي ممثلة أمريكية، ولدت في 22 يونيو 1899 في فورت وورث في الولايات المتحدة، وتوفيت في 10 سبتمبر 1976 في وودلاند هيلز، كاليفورنيا في الولايات المتحدة بسبب مرض.

## وصلات خارجية
- دوروثي ديفور على موقع IMDb (الإنجليزية)
- دوروثي ديفور على موقع أول موفي (الإنجليزية)
- دوروثي ديفور على موقع قاعدة بيانات الأفلام السويدية (السويدية)
- دوروثي ديفور على موقع قاعدة بيانات الفيلم (الإنجليزية)
- دوروثي ديفور على موقع كينوبويسك (الروسية)